# 晝田浩一郎
晝田 浩一郎（ひるた こういちろう、1987年〈昭和62年〉11月26日 - ）は、日本の実業家・政治活動家。株式会社官民連携研究所、執行役員CCO。新聞などでは昼田浩一郎と表記されることもある。

## 来歴
三重県志摩市に生まれる。2006年（平成18年）3月、三重県立宇治山田高等学校を卒業。2006年（平成18年）4月、青山学院大学第二部経済学部に入学、2007年（平成19年）に経済学部に転部。2010年（平成22年）3月、卒業。
2012年（平成24年）、岡崎市役所に入庁。2018年（平成30年）まで、経済振興部商工労政課に勤務し、2018年から2020年（令和2年）まで財務部資産税課に従事した。
2016年（平成28年）、岡崎市の商店街の空き店舗を借り、商店街の活性化やまちづくり活動を開始し、地域活動団体「ここdeやるZone!」（略称：ここやる）を設立、代表に就任した。
2017年（平成29年）、「未来のオトガワ実行委員会」を設立し、岡崎市内の乙川河川敷で音楽フェスティバル「みらおと！」を開催。2020年まで毎年このイベントを主催した。また、同年にシビックテックの活用を推進する団体「Code for AICHI」を設立し、代表を務めた。
2020年（令和2年）、株式会社官民連携事業研究所に転職。2021年（令和3年）に取締役CCO、2023年（令和5年）に執行役員COOに就任した。
また、2021年には内閣府の企業版ふるさと納税マッチングアドバイザーに任命され、2023年（令和5年）には内閣府地域活性化伝道師に委嘱された。
2023年（令和5年）10月、翌年10月の岡崎市長選挙へ立候補を表明し。2024年（令和6年）8月にはマニフェスト発表の記者会見を行った。10月6日に行われた投開票では、元職の内田康宏が当選し、晝田は現職の中根康浩らとともに落選した、得票数は26191票であった。
※当日有権者数：306,749人 最終投票率：53.47%（前回比：3.78pts）
| 候補者名   | 年齢 | 所属党派 | 新旧別 | 得票数       | 得票率 | 推薦・支持         |
| ---------- | ---- | -------- | ------ | ------------ | ------ | ------------------ |
| 内田康宏   | 71   | 無所属   | 元     | 68,488.171票 | 42.51% | （推薦）自民・公明 |
| 中根康浩   | 62   | 無所属   | 現     | 60,263.828票 | 37.40% |                    |
| 晝田浩一郎 | 36   | 無所属   | 新     | 26,191票     | 16.26% |                    |
| アーニー   | 51   | 無所属   | 新     | 6,171票      | 3.83%  |                    |

## 活動
- 内閣府地域活性化伝道師
- 内閣府企業版ふるさと納税マッチング・アドバイザー
- 大田区 PiO PARKアンバサダー
- 西尾市官民連携アドバイザー
- みえ若者コミュニティづくりアドバイザー
- 一般社団法人ベンチャー型事業承継　エヴァンジェリスト
- ここdeやるZone 代表/ファウンダー
- Code for AICHI 代表/ファウンダー
- 一般社団法人ポリライオン 監査
- 一般社団法人アスミー 会員
- 一般社団法人岡崎青年会議所 副委員長

## 講師
- 名古屋学芸大学メディア造形学部デザイン学科 ゲスト講師『プロデュース基礎論―人と人、人と地域をつなぐ―』(2018年〜2023年)
- 岐阜大学工学部/大学院自然科学技術研究科 非常勤講師『社会関係資本の構築とNew Public』(2022年)

## 受賞
2017年
- 岡崎市職員部課長会「頑張る職員金賞」受賞
- Forbes JAPAN「日本を元気にする88人」選出
- 「地方公務員が、本当にすごい！と思う地方公務員アワード2017」受賞

2018年
- 地域に飛び出す公務員を応援する首長連合「地域に飛び出す公務員アウォード2018」受賞
- 内閣府主催「地方創生政策アイデアコンテスト」優秀賞 受賞

2022年
- 「マニフェスト大賞 コミュニケーション部門」最優秀賞 受賞